# Jarrow Roofing Boldon Community Association F.C.
Jarrow Roofing Boldon Community Association Football Club là một câu lạc bộ bóng đá đến từ Boldon Colliery, gần Sunderland, Anh. Đội bóng được thành lập năm 1987 và gia nhập Wearside Football League Division Two năm 1991. Năm 1996, câu lạc bộ được thăng hạng Northern Football League. Họ vào được bán kết FA Vase năm 2005. Hiện tại đội bóng đang thi đấu ở Northern Football League Division One.
Huấn luyện viên hiện tại, Richie McLoughlin, cũng là người sáng lập, chủ tịch, và xây dựng sân vận động với thành viên của ủy ban – McLoughlin là huấn luyện viên kể từ năm 1987.

## Lịch sử
Jarrow Roofing Boldon Community Association được thành lập năm 1987 và khởi nghiệp ở South Tyneside Senior League, vô địch ngay mùa đầu tiên tham gia và lên chơi ở Tyneside Amateur League. Sau 3 mùa giải thành công họ lên chơi tiếp ở Wearside League Division Two năm 1991 và được thăng hạng Division One sau khi về đích thứ hai trong mùa giải đầu tiên thi đấu.
Mùa giải 1995–96, câu lạc bộ đứng thứ hai ở Division One và được thăng hạng Northern Football League Division Two. Rồi họ tiếp tục được thăng hạng Division One trong mùa đầu tiên khi về đích thứ 3 chung cuộc, trong khi đó cũng vô địch Craven Cup sau khi đánh bại Shotton Comrades 4–0 trong trận chung kết. Sau 11 ở hạng đấu cao nhất, một mùa giải bao gồm cả việc vào bán kết FA Vase ở mùa giải 2004–05, cuối cùng thất bại trước Didcot Town, Roofing bị xuống lại Division Two cuối mùa giải 2007–08. Roofing trở lại Division One sau 2 mùa giải khi về đích thứ 3. Mùa giải 2011–12, câu lạc bộ xếp thứ 20 và lại về với Division Two.
Sau khi cán đích thứ 4 ở mùa giải 2012–13 và hụt mất quyền lên hạng do thua hiệu số bàn thắng bại, Roofing trở lại Division One một năm sau đó. The Roofers cũng vô địch Ernest Armstrong Memorial Cup bằng việc đánh bại Washington với tỷ số 1–0.

## Danh hiệu
- Wearside League Division One
  - Á quân 1995–96
- Wearside League Division Two
  - Á quân 1991–92
- Monkwearmouth Cup
  - Vô địch 1994–95
- Craven Cup
  - Vô địch 1997
- Ernest Armstrong Memorial Cup
  - Vô địch 2013–14

## Kỉ lục
- Vị thứ cao nhất giải đấu
  - Thứ 6 ở Northern League, Division One (Cấp độ 8), 2003–04
- FA Cup
  - Vòng loại 2 2009–10, 2013–14
- FA Vase
  - Bán kết 2004–05
- Số khán giả đến cổ vũ đông nhất
  - 1,100 – với Didcot Town, Lượt về Bán kết FA Vase, 26 tháng 3 năm 2005.